# Protocypselomorphus manfredkelleri
Protocypselomorphus manfredkelleri — викопний вид птахів, що мешкав в середньому еоцені (48-40 млн років тому) у Європі. Скам'янілі рештки виду знайдені у кар'єрі Мессель на заході Німеччини. Описаний по частковому скелету, що включає праве крило та праву ногу.